# 2022 SBSカップ国際ユースサッカー
2022 SBSカップ 国際ユースサッカーは、静岡県で開催されたSBSカップ 国際ユースサッカーの第46回の大会である。日本サッカー協会、静岡県サッカー協会、静岡新聞と静岡放送 (SBS) が主催しエコパハウスが共催する。
本大会はホスト国日本にU-18サッカーウルグアイ代表、U-18ウズベキスタン代表を迎え、U-18サッカー日本代表、開催地県のU-18サッカー静岡ユースを加えた4チームでラウンドロビン方式によって優勝を決定する。
大会期間中、U-16女子静岡選抜とU-16女子山梨選抜によるエキシビジョンマッチ1試合も行われた。

## 主催
- 日本サッカー協会
- 静岡県サッカー協会
- 静岡新聞・静岡放送

## 共催
- エコパハウス

## 会場
- 草薙総合運動場陸上競技場/静岡市
- 藤枝総合運動公園サッカー場/藤枝市
- エコパスタジアム/袋井市

## 出場チーム

### 男子
- U-18サッカーウルグアイ代表 (南米サッカー連盟)
- U-18サッカーウズベキスタン代表 (アジアサッカー連盟)
- U-18サッカー日本代表 (アジアサッカー連盟)
- 静岡ユース (静岡県サッカー協会)

### 女子
- U-16女子静岡選抜
- U-16女子山梨選抜

## 結果

### 順位表
| 順位 | チーム名               | 試合数 | 勝 | 分 | 敗 | 得 | 失 | 差 | 勝点 |
| ---- | ---------------------- | ------ | -- | -- | -- | -- | -- | -- | ---- |
| 1    | U-18ウズベキスタン代表 | 3      | 1  | 2  | 0  | 5  | 4  | 1  | 7    |
| 2    | 静岡ユース             | 3      | 1  | 2  | 0  | 7  | 4  | 3  | 6    |
| 3    | U-18日本代表           | 3      | 1  | 2  | 0  | 3  | 2  | 1  | 5    |
| 4    | U-18ウルグアイ代表     | 3      | 0  | 0  | 3  | 0  | 5  | -5 | 0    |

出典: 静岡放送, 日本サッカー協会

### 試合日程
時刻はすべて現地時間、日本標準時 (UTC+9)。
| 2022年8月25日 16:00 |

| U-18日本代表 | 1 - 0    | U-18ウルグアイ代表 |
|              | レポート |                    |

| 藤枝総合運動公園サッカー場（藤枝市） 観客数: 3,029人 主審: 先立圭吾 (日本) |

| 2022年8月25日 18:30 |

| 静岡ユース | 3 - 3    | U-18ウズベキスタン代表 |
|            | レポート |                        |
|            | PK戦     |                        |
|            | 3 - 4    |                        |

| 藤枝総合運動公園サッカー場（藤枝市） 観客数: 2,369人 主審: 大橋侑祐 (日本) |

| 2022年8月26日 16:00 |

| 静岡ユース | 1 - 1    | U-18日本代表 |
|            | レポート |              |
|            | PK戦     |              |
|            | 4 - 3    |              |

| 草薙総合運動場陸上競技場（静岡市) 観客数: 6,051人 主審: 先立圭吾 (日本) |

| 2022年8月26日 18:30 |

| U-18ウルグアイ代表 | 0 - 1    | U-18ウズベキスタン代表 |
|                    | レポート |                        |

| 草薙総合運動場陸上競技場（静岡市） 観客数: 603人 主審: 谷本涼 (日本) |

| 2022年8月28日 15:00 |

| 静岡ユース | 3 - 0    | U-18ウルグアイ代表 |
|            | レポート |                    |

| エコパスタジアム（袋井市） 観客数: 3,028人 主審: 大橋侑祐 (日本) |

| 2022年8月28日 17:30 |

| U-18日本代表 | 1 - 1    | U-18ウズベキスタン代表 |
|              | レポート |                        |
|              | PK戦     |                        |
|              | 4 - 5    |                        |

| エコパスタジアム（袋井市） 観客数: 2,048人 主審: 大橋侑祐 (日本) |

### エキシビジョンマッチ
時刻は現地時間、日本標準時 (UTC+9)。
| 2022年8月26日 12:02 |

| U-16女子静岡選抜 | 5 - 2    | U-16女子山梨選抜 |
|                  | レポート |                  |

| 静岡県草薙総合運動場陸上競技場（静岡市） |